# A Budapesti Műszaki és Gazdaságtudományi Egyetem épületeinek listája

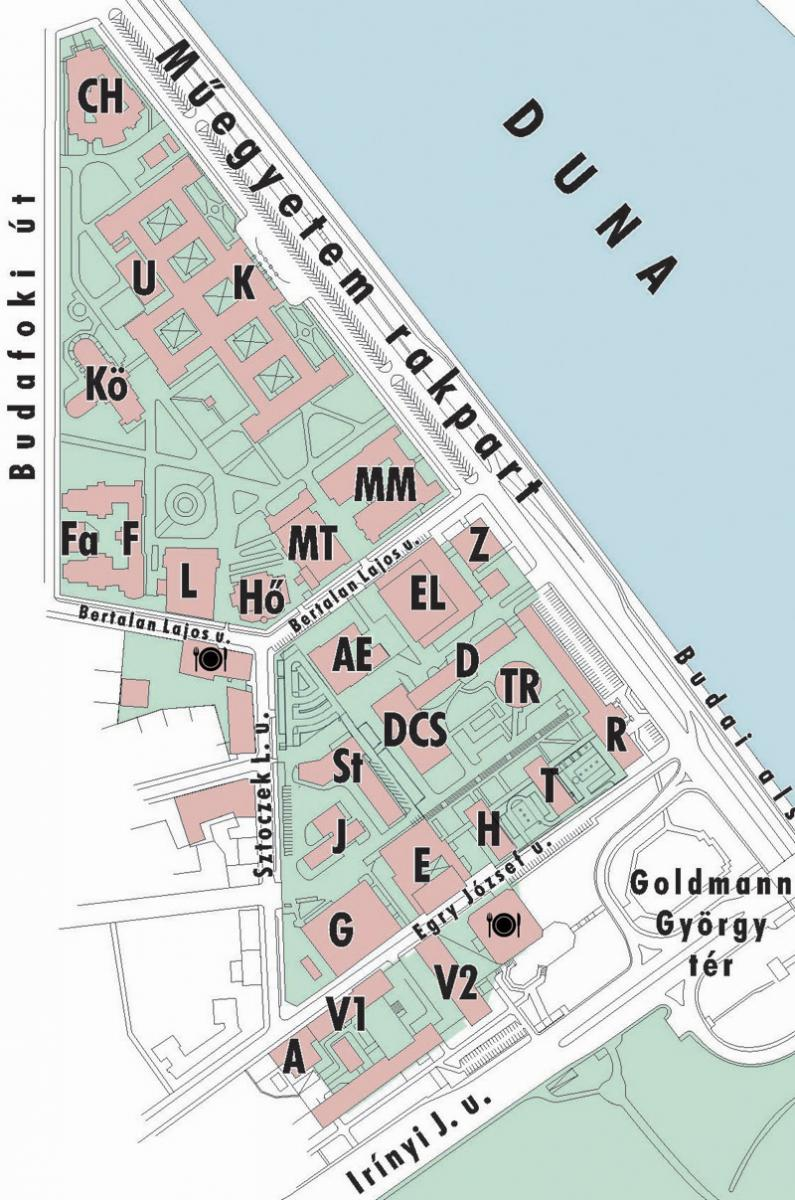
Az egyetem térképe

Az alábbi szócikk a Budapesti Műszaki és Gazdaságtudományi Egyetem épületeinek listáját tartalmazza.

## Történet
Az egyetem az 1900-as évek óta használja mai épületeit, amelyek különböző időszakban és stílusok alapján épültek fel neves építészek munkáiként. Kezdetben historizáló, az 1950-es években szocreál, majd ezek után késő modern stílusok jellemzik őket.

## Az épületek listája
| Név                             | Cím                       | Tervező                                    | Építési ideje                                                    | Kép |
| ------------------------------- | ------------------------- | ------------------------------------------ | ---------------------------------------------------------------- | --- |
| „CH” épület                     | Szent Gellért tér 4.      | Czigler Győző                              | 1902–1904                                                        |     |
| „D” épület                      | Műegyetemi rakpart 9.     | Kisdi Pál, Perczel Dénes                   | 1965                                                             |     |
| „DCs” épület                    | Műegyetemi rakpart 9.     | Kisdi Pál, Perczel Dénes                   | 1965                                                             |     |
| „E” épület                      | Egry József utca 1.       | Kisdi Pál, Perczel Dénes                   | 1965–1966                                                        |     |
| „ÉL” épület                     | Bertalan Lajos utca 2.    | Nagy Elemér                                | 1975                                                             |     |
| „F” épület                      | Budafoki út 8.            | Czigler Győző, Pecz Samu, Hauszmann Alajos | 1905                                                             |     |
| „Fa” épület                     | Budafoki út 8.            |                                            |                                                                  |     |
| „H” épület                      | Egri József utca 1.       | id. Rimanóczy Gyula és Kleineisel János    | 1951–1955                                                        |     |
| „HÖ” (régi Kazánház) épület     | Bertalan Lajos utca 5.    | Pecz Samu                                  | 1906–1909                                                        |     |
| „I” épület                      | Magyar Tudósok körútja 2. | Finta József                               | 1998                                                             |     |
| „K” épület                      | Műegyetem rakpart 3.      | Hauszmann Alajos                           | 1906–1909                                                        |     |
| „L” épület                      | Bertalan Lajos utca 1.    | Pecz Samu                                  | 1907–1909, az 1950/1970-es években kibővítették modern stílusban |     |
| „MM” épület                     | Bertalan Lajos utca 1.    | Pecz Samu                                  | 1906–1909                                                        |     |
| „MT” épület                     | Bertalan Lajos utca 7.    | Pecz Samu                                  | 1907–1909                                                        |     |
| „Q” épület                      | Magyar tudósok körútja 2. | Lázár Antal                                | 2007–2010                                                        |     |
| „R” épület                      | Egri József utca 1.       | id. Rimanóczy Gyula és Kleineisel János    | 1951–1955                                                        |     |
| „ST” épület                     | Stoczek utca 2.           |                                            |                                                                  |     |
| „T” épület                      | Egri József utca 1.       | id. Rimanóczy Gyula és Kleineisel János    | 1951–1955                                                        |     |
| „TR” épület                     | Egri József utca 1.       | Molnár Miklós                              | 1967–1971                                                        |     |
| „V1” épület                     | Egry József utca 18.      | Pretsch János                              | 1953–1960                                                        |     |
| „V2” épület                     | Goldmann György tér 3.    | Walthier Gábor                             | 1969, 2021-ben elbontották                                       |     |
| „Z” épület                      | Bertalan Lajos utca 2.    | Nagy Elemér                                | 1983                                                             |     |
| Stoczek utcai tanulmányi épület | Stoczek utca 2.           | id. Janáky István, Farkasdy Zoltán         | 1950                                                             |     |

## Kiegészítő épületek
| Név                      | Cím                                    | Tervező                      | Építési ideje                           | Kép |
| ------------------------ | -------------------------------------- | ---------------------------- | --------------------------------------- | --- |
| Geodéziai Obszervatórium | a „K” épület délnyugati sarkához közel | Hauszmann Alajos             | 1900-as évek eleje, 1948-ra elbontották |     |
| Könyvtár                 | Budafoki út 4-6.                       | Pecz Samu                    | 1909                                    |     |
| Schönherz Kollégium      | Irinyi József utca 42.                 | Finta József és Ivády Zoltán | 1976–1981                               |     |
| Vásárhelyi Pál Kollégium | Kruspér utca 2.                        | Nagy Béla                    | 1973–1976                               |     |
| Építészkollégium         | Bercsényi u. 28-30.                    | Boross Zoltán, Biczó Katalin | 1954–1955                               |     |

## További irodalom
- szerk. Gerle János: Hauszmann Alajos, Holnap Kiadó, Budapest, 2002, ISBN 9633465265 (Az Építészet Mesterei-sorozat)
- Fehérvári Zoltán – Prakfalvi Endre: Rimanóczy Gyula, Holnap Kiadó, Budapest, 2020, ISBN 9789633492420 (Az Építészet Mesterei-sorozat)
- Tóth Enikő: Czigler Győző, Holnap Kiadó, Budapest, 2021, ISBN 9789633493304 (Az Építészet Mesterei-sorozat)
- Balogh Gy. Ágnes – Róka Enikő: Pecz Samu, Holnap Kiadó, Budapest, 2022, ISBN 9789633493618 (Az Építészet Mesterei-sorozat)

## Egyéb külső hivatkozások
- https://www.bme.hu/kampuszterkep